# Fakulteta za humanistične študije v Kopru
Fakulteta za humanistične študije Univerze na Primorskem (kratica UP FHŠ), s sedežem v Kopru, je fakulteta, ki je članica Univerze na Primorskem. Kot samostojni visokošolski zavod jo je ustanovilo Visokošolsko središče v Kopru 19. julija 2000, leta 2003 pa je postala ena od ustanovnih članic Univerze na Primorskem. 
Leta 2022 je v partnerstvu s Parkom Škocjanske jame pridobila katedro Unesca, glavni cilj katere je razvoj interpretacije in izobraževanja za strokovnjake in širšo javnost skozi celostni pristop do dediščine.
Dekanja UP FHŠ je Irena Lazar.

## Delujoči oddelki
Na fakulteti deluje 8 oddelkov, vpisanih pa je okrog 400 študentov. V okviru fakultete delujejo tudi Inštitut za arheologijo in dediščino, Inštitut za medkulturne študije, Center za jezike UP, Center za biemoderne študije, Center za slovenski jezik in kulturo, Konfucijeva učilnica Koper in Knjižnica UP FHŠ.
V okviru fakultete delujejo naslednji oddelki: 
- Oddelek za antropologijo in kulturne študije,
- Oddelek za arheologijo in dediščino,
- Oddelek za geografijo,
- Oddelek za italijanistiko,
- Oddelek za medijske študije,
- Oddelek za slovenistiko,
- Oddelek za uporabno jezikoslovje,
- Oddelek za zgodovino.

## Visokošolska knjižnica Fakultete za humanistične študije v Kopru

#### Zgodovina
Knjižnica je začela delovati v letu 2001, na fakulteti so se v oktobru začela predavanja za prvo generacijo študentov. Sprva je celotna fakulteta gostovala v prostorih pošte na Glagoljaški 8, leta 2007 pa so se vsi skupaj preselili v nove prostore na Titov trg 5. Fakulteta je v novozgrajeni stavbi, knjižnica pa v prenovljenih prostorih spomeniško zaščitene palače Foresteria, v zgodovinskem jedru Kopra. Zgrajena je po principu prostora v prostoru, kjer se staro, na izviren način prepleta z novim. Krasijo jo restavrirani fragmenti fresk, tako da je z vidika arhitekture zelo zanimiva.

#### Gradivo in ureditev knjižnice
Knjižnična zbirka obsega približno 9.175 enot gradiva in 28 tekoče naročenih serijskih publikacij (694 enot gradiva). Knjižnica ima 29 čitalniških mest za uporabnike, na voljo je tudi 14 računalnikov. Uporabniki imajo na razpolago brezžično omrežje Eduroam. 